# Hot Space
Hot Space je album britanskog rock sastava "Queen", objavljen 23. svibnja 1982. godine. Nije doživio veliki komercijalni uspjeh kao prethodni albumi sastava, zbog elemenata disco i dance glazbe, dotada neuobičajenim za sastav. Svejedno, album je donio svjetski hit "Under Pressure", snimljen u suradnji s Davidom Bowijem.

## Pjesme na albumu
- Strana 1
  1. "Staying Power" (Mercury) 4:10
  2. "Dancer" (May) 3:46
  3. "Back Chat" (Deacon) 4:31
  4. "Body Language" (Mercury) 4:29
  5. "Action This Day" (Taylor) 3:33
- Strana 2
  1. "Put Out the Fire" (May) 3:15
  2. "Life Is Real (Song For Lennon)" (Mercury) 3:39
  3. "Calling All Girls" (Taylor) 3:53
  4. "Las Palabras de Amor (The Words of Love)" (May) 4:26
  5. "Cool Cat" (Deacon - Mercury) 3:26
  6. "Under Pressure" (Mercury - May - Taylor - Deacon - Bowie) 4:02

## Pjesme
- Strana 1
  1. Staying Power (Mercury) - Pjesma je za japansko i američko tržište objavljena kao singl. Sastav je pjesmu uživo izvodio u bržoj i težoj izvedbi zamijenivši sintisajzere instrumentima.
  2. Dancer (May) - Bas dionicu odsvirao je May na sintisajzeru. Telefonska poruka na kraju pjesme je snimljena u hotelskoj sobi u Münchenu, Njemačka i u prijevodu s Njemačkog jezika glasi :"Dobro jutro,ovo je poziv za ustajanje"
  3. Back Chat (Deacon) - Objavljena kao singl 9. kolovoza 1982. godine. Pjesmu je napisao Deacon u soul stilu. Sastav je pjesmu u nastupima uživo izvodio u bržoj verziji.
  4. Body Language (Mercury) - Objavljena 19. travnja 1982. godine kao singl dosegnuvši 1. mjesto na američkoj i 25. mjesto na UK top ljestvici singlova. Mercury je pjesmu napisao u funk stilu. Sastav je pjesmu izvodio uživo od 1982. do 1984. godine. Spot za pjesmu je kontroverzan jer se u njemu pojavljuju članovi sastava oskudno odjeveni. TV postaja MTV je odbila prikazivanje spota, što je prvi takav slučaj.
  5. Action This Day (Taylor) - Taylor je napisao ovu pjesmu pod utjecajem New wawea. Sastav je pjesmu u nastupima uživo izvodio zamijenivši sintisajzere instrumentima.

- Strana 2
  1. Put Out the Fire (May) - Nakon puno neuspjelih pokušaja May je napisao pjesmu pod utjecajem alkohola. Objavljena je na kompilaciji "Queen Rocks" 1997. godine.
  2. Life Is Real (Song For Lennon) (Mercury) - Mercury je pjesmu posvetio ubijenom Johnu Lennonu upotrijebivši neke stihove iz Lennonovih pjesama. Objavljena je na "B" strani singla "Body Language"
  3. Calling All Girls (Taylor) - Za američko, kanadsko, australsko i novo zelandsko tržište objavljena kao singl u srpnju 1982. godine.
  4. Las Palabras de Amor (The Words of Love) (May) - Brian May je pjesmu napisao dijelom na Engleskom i dijelom na Španjolskom jeziku posvećenu obožavateljima u Južnoj Americi. Objavljena je kao singl 1. lipnja 1982. godine. Spot je snimljen za gostovanja sastava u TV emisiji "Top of the Pops". Objavljena je na kompilaciji "Greatest Hits III" iz 1999. godine.
  5. Cool Cat (Deacon - Mercury) - Pjesma je prvotno snimljena s pratećim vokalima Davida Bowija u koje je otpjevao u rap stilu. Nezadovoljan izvedbom Bowie je zamolio sastav da to ne objave na albumu. Ipak, ta verzija je objavljena na prvom pokusnom izdanju albuma objavljenim u Americi.
  6. Under Pressure (Mercury - May - Taylor - Deacon - Bowie) - Objavljena kao singl 26. listopada 1981. godine. Snimljena je u "Mountain Studios" u Montreuxu, Švicarska. Taylor je pjesmu nazvao "jednom od najboljih stvari koju je sastav napravio". Pojavljuje se u velikom broju TV serija i filmova. Objavljena je na kompilaciji "Greatest Hits II" iz 1991. godine, na nekim izdanjima kompilacije "Greatest Hits" iz 1981. godine, na kompilaciji "Greatest Hits III iz 1999. godine (kao Rah Mix). David Bowie objavio je pjesmu na kompilacijama: "Bowie: The Singles 1969-1993" iz 1992. godine, "The Singles Collection" iz 1993. godine i "Best of Bowie" iz 2002. godine.  Na Freddie Mercury Tribute Koncertu 1992. godine izveli su je David Bowie i Annie Lennox.

## Top ljestvica
| Država      | Top ljestvica    | Top ljestvica | Prodaja | Prodaja             |
|             | Najviša pozicija | Tjedana       | Naklada | Prodanih primjeraka |
| ----------- | ---------------- | ------------- | ------- | ------------------- |
| Austrija    | 1                | 12            | Gold    | 25.000              |
| Neizozemska | 2                |               |         |                     |
| Norveška    | 3                | 11            |         |                     |
| Švedska     | 4                | 6             |         |                     |
| UK          | 4                | 19            | Gold    | 350.000             |
| Njemačka    | 5                |               |         | 200.000             |
| Japan       | 6                |               |         | 80.000              |
| Francuska   | 7                |               |         | 300.000             |
| SAD         | 22               | 21            | Gold    | 800.000             |